# Embajada de España en Finlandia
La Embajada de España en Finlandia es la máxima representación legal del Reino de España en la República de Finlandia. 

## Embajador
El actual embajador es Fernando Fernández-Arias, quien fue nombrado por el gobierno de Pedro Sánchez el 24 de agosto de 2022.

## Misión diplomática
El Reino de España tiene una misión diplomática en el país, la embajada de España en Helsinki creada en 1957. Previamente había existido una legación española en la ciudad, entonces conocida como Helsingfors, desde 1918. Además, España posee dos consulados honorarios en Turku y Tampere, así mismo, un viceconsulado honorario en Rovaniemi.

## Historia
Finlandia perteneció al Imperio ruso desde 1809 con el Tratado de Fredrikshamn, ya que hasta ese momento pertenecía al Reino de Suecia. El Gran Ducado de Finlandia alcanzó la independencia en 1917 en el contexto de la Revolución rusa. Las relaciones diplomáticas entre España y Finlandia se originan con la independencia finlandesa, así, España fue uno de los primeros países en reconocer la independencia de Finlandia, convirtiéndose Madrid en una de las primeras siete representaciones que Finlandia estableció durante 1918. Desde ese momento el gobierno español estableció una legación, elevada a embajada en 1957. 

## Demarcación
Entre 1991 y 2003 Finlandia tuvo una demarcación que incluía un solo país:
- República de Estonia: las relaciones entre ambos países se remontan a 1921 cuando Estonia alcanzó la independencia del Imperio ruso. No obstante, la Rusia soviética reconquistó el territorio en 1940, y quedó incluido dentro la URSS hasta el año 1991 que el país alcanzó la independencia. Fue incluido en la demarcación de la Embajada española en Finlandia hasta 2003, cuando el gobierno español abrió una misión diplomática permanente en el país.